# Éliane Lublin
Pour les articles homonymes, voir Lublin.
Éliane Lublin est une chanteuse lyrique soprano française, née le 10 avril 1938 à Paris et morte le 1er mai 2017 à L'Haÿ-les-Roses.

## Biographie
Éliane Lublin naît le 10 avril 1938 dans le 12e arrondissement de Paris. Elle fait ses débuts professionnels dans les années 1960 et chante dans Le Médium avec Denise Scharley à Monte-Carlo : Elle est surtout Mélisande au festival d’Aix-en-Provence en 1966 (elle y reviendra en 1970, en Chérubin, puis en 1972 dans Les Malheurs d'Orphée, de Darius Milhaud). Après avoir interprété Sœur Constance dans Dialogues des carmélites au Palais Garnier en 1972, elle enchaîne de nombreux petits rôles à l’Opéra de Paris sous l’ère Lieberman (Poussette dans Manon, Ygraine dans Ariane et Barbe-Bleue, etc.). Elle y aborde les personnages de premier plan avec Jessica du Marchand de Venise en 1979, Antonia dans Les Contes d’Hoffmann et Catherine dans Pomme d'api en 1980, Thérèse dans Les Mamelles de Tirésias en 1981, Laoula dans L’Étoile en 1984. Au disque, on l’entend beaucoup dans le domaine de l’opérette, et elle participe à plusieurs intégrales aux côtés de Mady Mesplé : Les Saltimbanques de Louis Ganne, La Vie parisienne dirigée par Michel Plasson. En 1987, elle avait pris la tête du Théâtre de Paris. En 1989, on avait encore pu l'applaudir dans le rôle-titre d'Angélique de Jacques Ibert, à Saint-Étienne.

## Carrière
Les productions auxquelles Éliane Lublin a participé sont les suivantes :

### 1973
- 26, 28, 30 octobre : "Les Contes d'Hoffmann" (Antonia), avec Franco Bonisolli, Anne-Marie Sanial, Suzanne Sarroca, Rudolph Constantin. Direction musicale : Jacques Bazire. Mise en scène : Jacques Karpo. Décors et costumes : Daniel Louradour. Marseille, Opéra de Marseille
- 9 et 11 novembre : "Carmen" (Micaëla). Nancy, Grand Théâtre de Nancy
- 1 et 2 décembre : "Manon" (rôle titre), avec Georges Liccioni, Claude Meloni, Jean-Pierre Hurteau, Gilbert Cagliero. Direction musicale : Jean-Claude Hartemann. Mise en scène : Xavier Depraz. Décors et costumes : Jacques Griesemer. Metz, Théâtre municipal
- 14 et 16 décembre : "Mireille" (rôle titre). Saint-Etienne, Maison de la Culture

### 1974
- 22 et 24 mars : "Les Contes d'Hoffmann" (Antonia), avec Jacques Mars. Direction musicale : Y. Leenart. Mise en scène : J. Beckmans. Décors et costumes : Th. Bosquet. Avignon, Opéra
- 29 et 31 mars : "La Vie de Bohême" (Mimi). Nancy, Grand Théâtre
- 30 mai, 3, 7 et 12 juin 1974 : "Elektra" (Ein Magd), avec Birgit Nilsson, Leonie Rysanek, Christa Ludwig, Richard Cassily, Tom Krause, Jean-Louis Soumagnas, Marise Acerra, Robert Dumé, Jocelyne Taillon, Hélène Garetti, Anna Ringart. Direction musicale : Karl Böhm. Mise en scène : August Everding. Décors et costumes : Andrzei Majewski. Paris, Théâtre national de l'Opéra, Palais Garnier
- 2, 3, 5, 6, 8, 9, 11, 13, 14, 16 juillet : "Manon" (Poussette), avec Ileana Cotrubas, Renée Auphan, Anna Ringart, Alain Vanzo/Jean Dupouy, Robert Massard, Jean-Louis Soumagnas, Claude Méloni/Jacques Bona. Direction musicale : Serge Baudo. Mise en scène : Jean-Louis Thamin. Décors et costumes : Matias. Paris, Théâtre national de l'Opéra, Palais Garnier.
- 1, 6 et 9 novembre : "Parsifal" (Ein Knappe), avec Siegmund Nimsgern, Joseph Rouleau, Hans Sotin, René Kollo, Nadine Denize, Francine Arrauzau, Jane Berbié, Danièle Perriers, Anna Ringart, Huguette Brachet, André Guiot, Eliane Manchet, Jocelyne Taillon. Direction musicale : Hosrt Stein. Mise en scène : August Everding. Décors et costumes : Jürgen Rose. Paris, Théâtre national de l'Opéra, Palais Garnier.
- 27, 30 novembre, 3, 7, 10 et 13 décembre 1974 : "Orphée et Eurydice" (Amour), avec Nicolai Gedda, Christiane Eda-Pierre. Direction musicale : Manuel Rosenthal. Mise en scène : René Clair. décors et costumes : Bernard Daydé. Paris, Théâtre national de l'Opéra, Palais Garnier.

### 1975
- 15, 20, 23, 27, 31 janvier et 4  février : "Manon" (Poussette), avec Jeannette Pilou/Ileana Cotrubas, Renée Auphan, Anna Ringart, Jean Dupouy/Alain Vanzo, Robert Massard/Yves Bisson, Jean-Louis Soumagnas, Michel Sénéchal, Jacques Bona/Claude Méloni. Direction musicale : Serge Baudo. Mise en scène : Jean-Louis Thamin. Décors et costumes : Matias. Paris, Théâtre national de l'Opéra, Palais Garnier.
- 15 février : "Roméo et Juliette" (rôle-titre), avec Henri Gui, Gérard Serkoyan, Henri Vierne. Direction : Antonio de Almeida. Paris, Maison de l'ORTF.
- 11, 16, 21 et 25 avril : "Elektra" (Ein Magd), avec Astrid Varnay, Birgit Nilsson, Leonie Rysanek, Richard Lewis, Has Sotin, Marise Acerra, Helia T'Hézan, Jocelyne Taillon, Hélène Garetti, Anna Ringart, Francine Arrauzau. Direction musicale : Karl Böhm. Mise en scène : August Everding. Décors et costumes : Andrzei Majewski. Paris, Théâtre national de l'Opéra, Palais Garnier.
- 5, 9, 12, 17, 21 et 25 juillet : "Ariane et Barbe-Bleue" (Ygraine), avec Grace Bumbry, Jacques Mars, Irina Arkhipova, Francine Arrauzau, Suzanne Sarroca, René Auphan. Direction musicale : Gary Bertini. Mise en scène, décors et costumes : Jacques Dupont. Paris, Théâtre national de l'Opéra, Palais Garnier.
- 1er octobre : Festival Bizet (Leila et Micaela), Paris, Cirque d'hiver.
- 2, 6, 10, 14, 18 et 23 octobre : "Elektra" (Ein Magd), avec Astrid Varnay, Ursula Schroeder-Feinen, Arlene Saunders, Richard Lewis, Hans Sotin, Marise Acerra, Jocelyne, Taillon, Hélène Garetti, Huguette Brachet, Francine Arrauzau. Direction musicale : Sir Charles Mackerras. Mise en scène : August Everding. Décors et costumes : Andrzei Majewski. Paris, Théâtre national de l'Opéra, Palais Garnier.
- 1, 5, 8 et 13 novembre : "Parsifal" (Ein Knappe, ein Blumenmädchen), avec Theo Adam, Jules Bastin, Hans Sotin, James King, Jacques Mars, Eva Randova, Francine Arrauzau, Jane Berbié, Danièle Perriers, Anna Ringart, Huguette Brachet, Christiane Eda-Pierre. Direction musicale : Horst Stein. Mise en scène : August Everding. Décors et costumes : Jürgen Rose. Paris, Théâtre national de l'Opéra, Palais Garnier.

### 1976
- 28 et 29 février : "Les malheurs d'Orphée" (Eurydice), avec Jean-Marie Frémeau, Nicole Menut, Jeanine Collard, François Loup. Direction musicale : Pierre-Michel Le Conte. Mise en scène : Jean-Jacques Etcheverry. Décors et costumes : Gérard Kalmès. Tours, Grand Théâtre.
- 13, 16, 18 et 21 mars : "Les Contes d'Hoffmann" (Antonia), avec Albert Lance, Julian Patrick, Virginia Zeani, Michel Llado, Francis Dresse, Danièle Chlostawa. Mise en scène : Jacques Karpo. Décors et costumes : Daniel Loradour. Marseille, Opéra.
- 17, 20,23, 29 avril, 5, 8 et 11 mai : "Ariane et Barbe-Bleue" (Ygraine), avec Grace Bumbry, Jacques Mars, Jocelyne Taillon, Francine Arrauzau, Suzanne Sarroca, Renée Auphan. Direction musicale : Gary Bertini. Mise en scène, décors et costumes : Jacques Dupont. Paris, Théâtre national de l'Opéra, Palais Garnier (Radiodiffusion France-Musique : 23 avril).
- 14, 18, 22 et 27 mai : "Parsifal" (Ein Knappe, ein Blumenmädchen), avec Siegmund Nimsgern, Jules Bastin, Kurt Moll, Jon Vickers, Jacques Mars, Nadine Denize, Francine Arrauzau, Jane Berbié, Danièle Perriers, Anna Ringart, Huguette Brachet. Direction musicale : Horst Stein. Mise en scène : August Everding. Décors et costumes : Jürgen Rose. Paris, Théâtre national de l'Opéra, Palais Garnier (Radiodiffusion France-Musique : 18 mai).
- 5, 9, 13, 18 et 22 novembre : "Elektra" (Ein Magd), avec Christa Ludwig, Birgit Nilsson, Teresa Kubiak, Louis Roney, Hans Sotin, Marise Acerra, Helia T'Hézan, Jocelyne Taillon, Hélène Garetti, Anna Ringart, Huguette Brachet. Direction musicale : Horst Stein. Mise en scène : August Everding. Décors et costumes : Andrzei Majewski. Paris, Théâtre national de l'Opéra, Palais Garnier.

### 1977
- 8 janvier : "Pelléas et Mélisande" (Mélisande). Saint-Etienne, Grand Théâtre Massenet.
- 23 janvier : "Les Contes d'Hoffmann" (Antonia). Tourcoing
- 5 février : "Roméo et Juliette" (Juliette). Saint-Etienne, Grand Théâtre Massenet.
- 11, 12 et 13 mars : "Cosi fan tutte" (Fiordililigi), avec Anna Ringart, Béatrice Cramoix, Jean-Louis Soumagnas, Tibère Raffali, Reynald Chapuis. Direction musicale : Jean-Claude Hartemann. Mise en scène : Jacques Luccioni. Saint-Denis
- 18 et 19 mars : "Cosi fan tutte" (Fiordiligi), avec Anna Ringart, Béatrice Cramoix, Jean-Louis Soumagnas, Tibère Raffali, Reynald Chapuis. Direction musicale : Jean-Claude Hartemann. Mise en scène : Jacques Luccioni. Créteil, Maison de la Culture.
- 24, 26, 27 mars et 1er avril : "Cosi fan tutte" (Fiordiligi), avec Anna Ringart, Béatrice Cramoix, Jean-Louis Soumagnas, Tibère Raffali, Reynald Chapuiis. Direction musicale : Jean-Claude Hartemann. Mise en scène : Jacques Luccioni. Evry.
- 21, 23, 26, 28 avril, 4, 7, 12, 14 et 16 mai : "Platée" (Thalie), avec Michel Sénéchal, Suzanne Sarroca, Roger Soyer, Eliane Manchet, Renée Auphan, Danièle Chlostawa, Jean Dupouy, Claude Meloni, Jean-Marie Frémeau, Yves Bisson, Charles Burles. Mise en scène : Henri Ronse. Décors et costumes : Beni Montresor. Paris, Théâtre de l'Opéra-comique.
- 5 mai : "Le pont des soupirs" (Catarina Cornarino), avec Michel Sénéchal, Jean Giraudeau, Christiane Issartel, Luis Masson, Bernard Plantey, Xavier Tamalet, Anne-Marie Rodde, Christine Barbaux, Sonia Nigoghossian. Direction musicale : Alexandre Myrat. Paris, Radio-France.
- 8, 9, 11, 14, 16, 18, 20, 22, 23, 25 et 27 juillet : "La Cenerentola" (Clorinda), avec Teresa Berganza/Frederica von Stade, Francine Arrauzau, John Brecknock/Michael Cousins, Tom Krause/William Workman, Paolo Montarsolo/Marius Rintzler, Roger Soyer. Direction musicale : Jesus Lopez-Cobos. Mise en scène : Jacques Rosner. Décors et costumes : Max Schoendorff. Paris, Théâtre national de l'Opéra, Palais Garnier.
- 26, 29 septembre, 1, 12, 15, 22, 25 et 28 octobre : "La Cenerentola" (Clorinda), avec Frederica von Stade/Teresa Berganza, Francine Arrauzau, John Brecknock/Michael Cousins, Tom Krause/William Workman, Paolo Montarsolo, Roger Soyer. Direction musicale : Jesus Lopez-Cobos. Mise en scène : Jacques Rosner. Décors et costumes : Max Schoendorff. Paris, Théâtre national de l'Opéra, Palais Garnier.
- 26 novembre : "Manon" (rôle-titre). Saint-Etienne, Grand Théâtre Massenet
- 9, 10, 11, 13, 23, 24, 25, 28, 29, 30 et 31 décembre : "Fidelio" (Marceline), avec Maria Slatinaru, Guy Chauvet. Direction musicale : Michel Plasson. Mise en scène : Jorge Lavelli. Décors et costumes : Max Bignens. Toulouse, Halle aux grains.

### 1978
- 1, 5, 6, 7 et 8 janvier : "Fidelio" (Marceline), avec Maria Slatinaru, Guy Chauvet. Direction musicale : Michel Plasson. Mise en scène : Jorge Lavelli. Décors et costumes : Max Bignens. Toulouse, Halle au grains.

## Discographie sélective
- Les Saltimbanques de Louis Ganne,
- Roméo et Juliette (Stéphano), EMI, Paris, Salle Wagram, juin et juillet 1968. Direction musicale : Alain Lombard. Avec Franco Corelli, Mirella Freni, Xavier Depraz, Henri Gui, Michel Vilma, Yves Bisson. Orchestre et Choeurs du Théâtre National de l'Opéra de Paris.
- Carmen (Frasquita), EMI, Paris, Salle Wagram, juillet et septembre 1969; janvier et février 1970. Direction musicale : Rafaël Frühbeck de Burgos. Avec Grace Bumbry, Mirella Freni, Viorica Cortez, Jon Vickers, Kosta Paskalis, Michel Trempont, Claude Meloni.
- La Vie parisienne (Pauline), EMI, Toulouse, Capitole, 18-22 mai 1976. Direction musicale : Michel Plasson. Avec Michel Trempont, Michel Sénéchal, Régine Crespin, Henry Amiel, Luis Masson, Christiane Chateau, Jean-Christophe Benoit, Michel Jarry. Orchestre et Chœurs du Capitole de Toulouse.
- Sapho (Glycère), Gala, Paris, Maison de la Radio, 5 janvier 1979. Direction musicale : Sylvain Cambreling. Avec Katherine Ciesinski, Alain Vanzo, Frédéric Vassar, Alain Meunier. Nouvel Orchestre Philharmonique et Chœurs de Radio-France.

## Sources
- Site Forum Opéra
- Opéra 66, juillet-août 1966;
- Le Nouvel Observateur, 3 août 1966;
- Les Lettres françaises, no 1143, 4-10 août 1966;
- Le Figaro littéraire, 11 août 1966;
- Le Nouvel Observateur, 14 septembre 1966 ;
- Opéra 66, septembre-octobre 1966;
- Le Figaro littéraire, 29 septembre 1966 ;
- Opéra 66, novembre 1966;
- Le Figaro littéraire, 20 avril 1967;
- Les Lettres françaises, no 1180, 27 avril-3 mai 1967;
- Opéra 67, mai 1967;
- Opéra. La Revue de l'Art lyrique, no 65, mars 1968
- "Lyrica", no 23, 15 avril 1976
- Lyrica, no 34, mai 1977